# In Defence of English Cooking
In Defence of English Cooking ist ein 1945 im Evening Standard erschienener Essay von George Orwell. In diesem tritt er dem schlechten Ruf entgegen, den die englische Küche hat. Diese galt laut Orwell selbst im eigenen Land als „schlechteste der Welt“.
Zu den Höhepunkten der englischen Küche zählt er Yorkshire Pudding, Crumpets, Brotsauce, Meerrettich-Sauce, Minzsauce, Apfelsauce, Johannisbeermarmelade und eingelegte Gurken. Alles Brot sei gut, besonders gute Lebensmittel seien Kipper, Stilton-Käse, Wensleydale und Cox-Orange-Äpfel. Orwell beschwert sich über die britischen Restaurants, die entweder sehr schlecht seien oder aber die französische Küche imitierten, so dass es einem Fremden fast unmöglich sei, die gute englische Küche tatsächlich zu kosten.
In Defence of English Cooking führte zu einem Folgeauftrag vom British Council für Orwell. Er sollte eine Broschüre über die britische Küche erstellen, um ausländische Touristen auf die Insel zu locken. Das 1947 entstandene British Cookery war jedoch deutlich weniger enthusiastisch und tadelte die britische Küche als einfallslos, schwer, verkocht und leicht barbarisch. Das Buch erschien nie in großen Auflagen. 2005 war In Defence of English Cooking auch der Titel einer Essaysammlung bei Penguin Books mit Aufsätzen von Orwell. Sie erschien anlässlich des 70-jährigen Bestehens der Penguin-Taschenbücher in einer Reihe ausgewählter Klassiker.